# La busca
Pour plus de détails, voir Fiche technique et Distribution.
La busca est un film espagnol réalisé par Angelino Fons, sorti en 1966.

## Fiche technique
- Titre français : La busca
- Réalisation : Angelino Fons
- Scénario : Angelino Fons, Juan Cesarabea, Flora Prieto et Nino Quevedo d'après le roman de Pío Baroja
- Photographie : Manuel Rojas
- Musique : Luis de Pablo
- Production : Nino Quevedo
- Pays d'origine : Espagne
- Format : Noir et blanc
- Genre : drame
- Date de sortie : 1966
- Affiche : Macario Gómez Quibus (Espagne)

## Distribution
- Jacques Perrin : Manuel
- Emma Penella : Rosa
- Sara Lezana : Justa
- Hugo Blanco : El Bizco
- Lola Gaos : Petra